# Poix-du-Nord
Poix-du-Nord är en kommun i departementet Nord i regionen Hauts-de-France i norra Frankrike. Kommunen ligger i kantonen Le Quesnoy-Est som tillhör arrondissementet Avesnes-sur-Helpe. År 2022 hade Poix-du-Nord 2 156 invånare.

## Befolkningsutveckling
Antalet invånare i kommunen Poix-du-Nord
| Referens: INSEE |